# Quema del buque insignia otomano frente a Quíos
La quema del buque insignia otomano frente a Quíos fue una acción militar que ocurrió durante la Guerra de independencia de Grecia el 18 de junio (calendario juliano: 6 de junio) de 1822. Murieron dos mil marineros otomanos, incluido Nasuhzade Ali Pasha, el Kapudan Pasha de la Armada Otomana. Fue la represalia griega por la masacre de Quíos, perpetrada dos meses antes.

## La masacre de Quíos
La masacre de Quíos fue perpetrada por los otomanos en abril de 1822. 30.000 griegos fueron asesinados y 50.000 fueron vendidos como esclavos en Esmirna y Estambul. Solamente 10.000 a 15.000 personas habrían logrado escapar y refugiarse principalmente en las otras islas del mar Egeo.

## La respuesta griega
A principios de mayo de 1822, la flota griega compuesta por cincuenta y seis buques de guerra y ocho brulotes de Hidra, Spetses y Psará, se dirigió a Quíos.

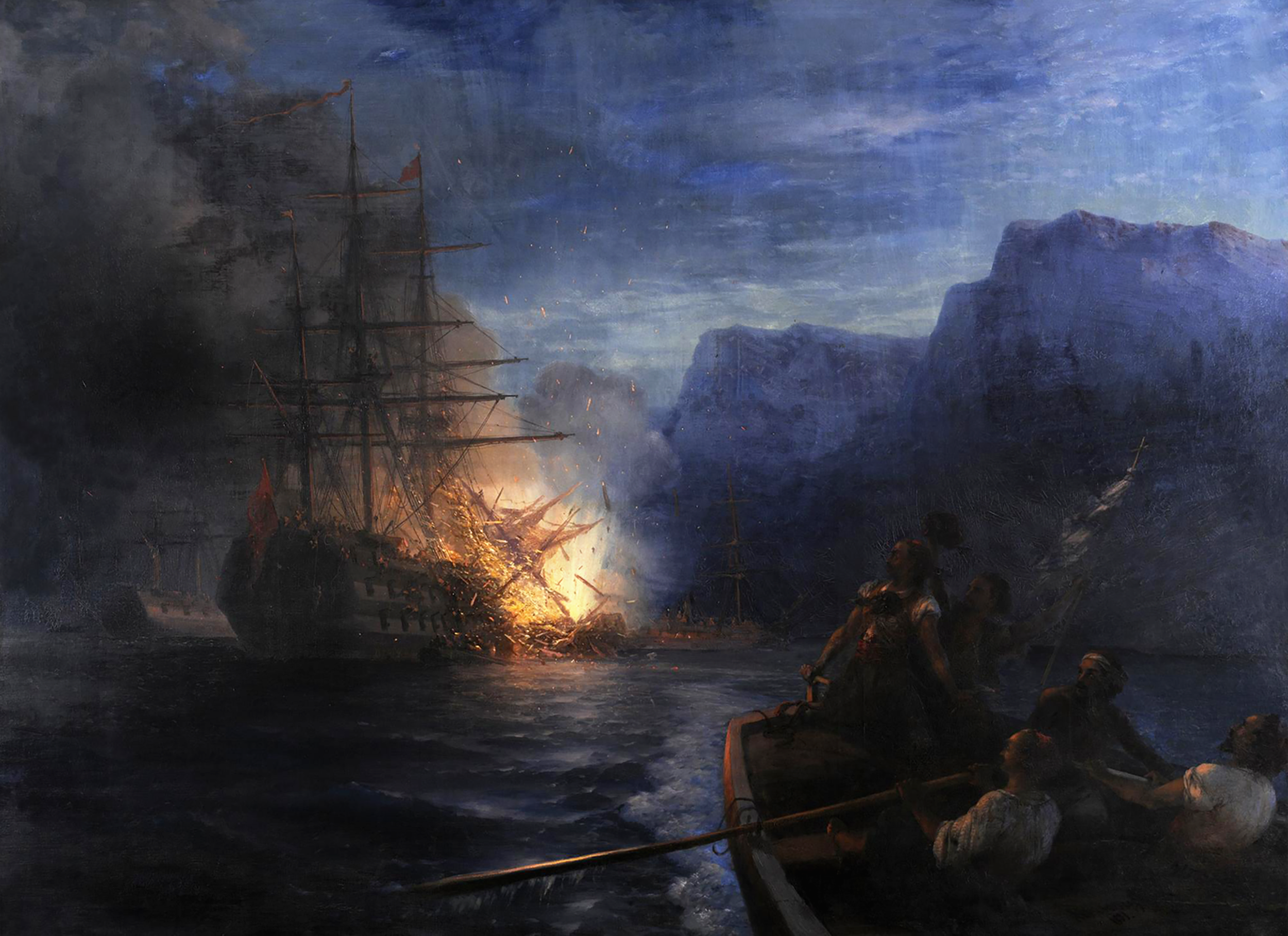
"La destrucción del buque insignia otomano en Quíos por Konstantinos Kanaris", pintura al óleo de Iván Aivazovski.

El 18 de junio, la flota otomana estaba anclada en la bahía de Chora. El ataque tuvo lugar por la noche, en el momento de romper el ayuno del Ramadán. Durante todo el día, dos barcos griegos aparentaron retirarse cruzando el cabo norte de la isla y luchado contra el fuerte viento del norte. De hecho, se trataba de dos brulotes que se pusieron en posición de atacar. Desde las batallas navales del verano y el otoño anterior, el diseño de los brulotes ha sido mejorado, se reforzaron con cobre para evitar que las llamas se desintegren completamente antes de que cumpliesen su tarea. Al atardecer, cambiaron de rumbo y forzaron el ritmo, viento de cola. La flota otomana se iluminó para celebraciones religiosas, y Capudana y el barco del vicealmirante fueron los más iluminados. El brulote de Konstantinos Kanaris embistió el buque insignia otomano alrededor de la medianoche. El bauprés se incrustó en una tronera de la proa y la mecha fue encendida. Kanaris y sus hombres evacuaron su brulote mientras que el buque insignia se incendió en unos minutos. Los marineros turcos intentaron escapar con los botes salvavidas, dos de los cuales estaban muy cargados. Los quiotas esclavos presentes en la bodega de la nave fueron abandonados a su suerte. Nasuhzade Ali Pasha, mientras abordaba un bote, recibió un mástil ardiente en la cabeza. Conducido a tierra firme, murió al día siguiente. Fue enterrado en la ciudadela de Chora. Su nave explotó después de tres cuartos de hora, cuando la santabárbara se vio afectada.
La otra nave incendiaria, comandada por Andreas Pipinos, no logró incendiar la nave del Vicealmirante que logró escapar sin mucho daño. El brulote encalló en la costa de Turquía, donde ardió toda la noche. Las llamas de los incendios se vieron hasta Esmirna, a unos 75 km de distancia.
La historiografía griega considera que esta acción ha vengado las masacres de Quíos.

## Galería

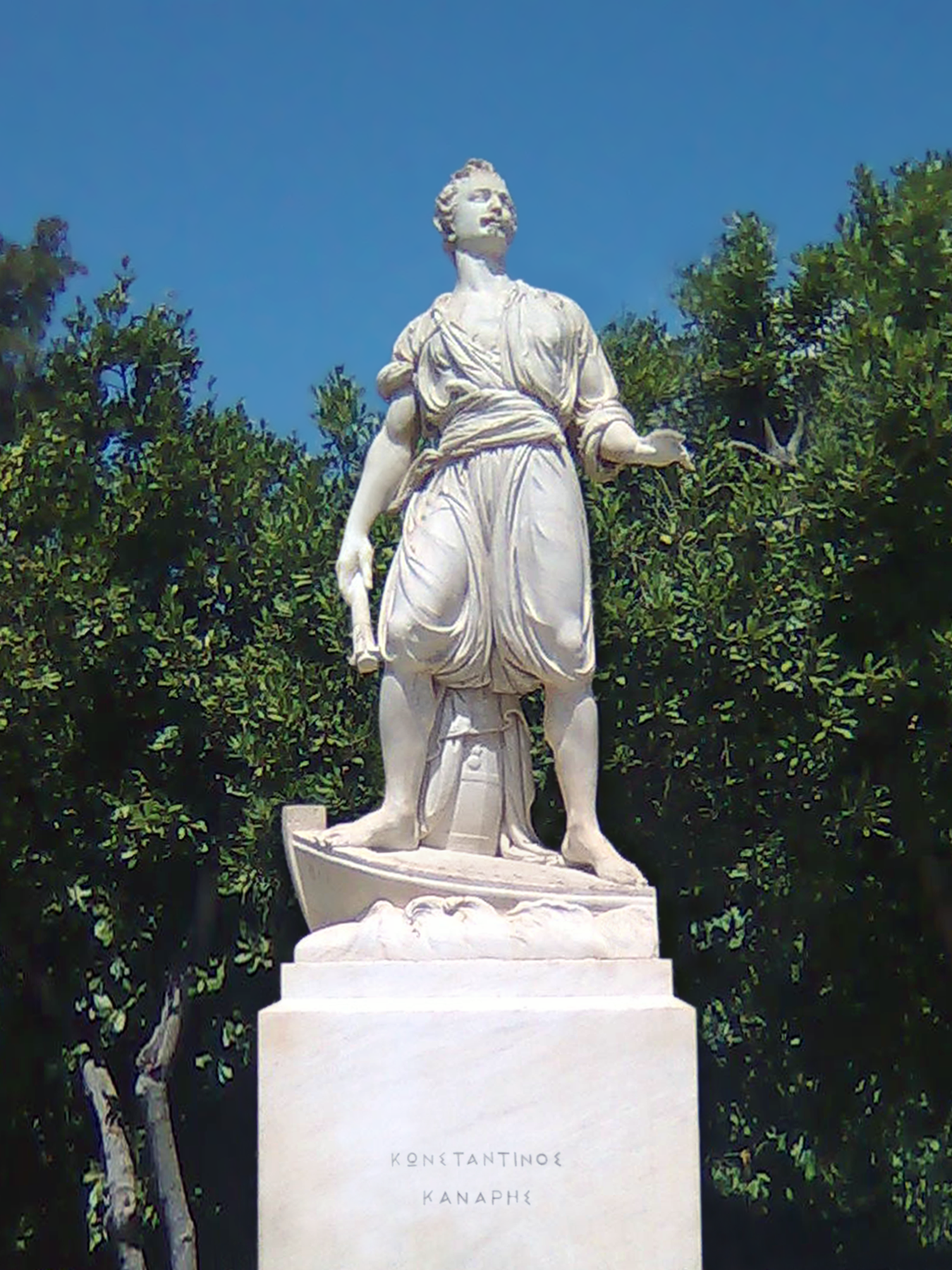
Konstantinos Kanaris
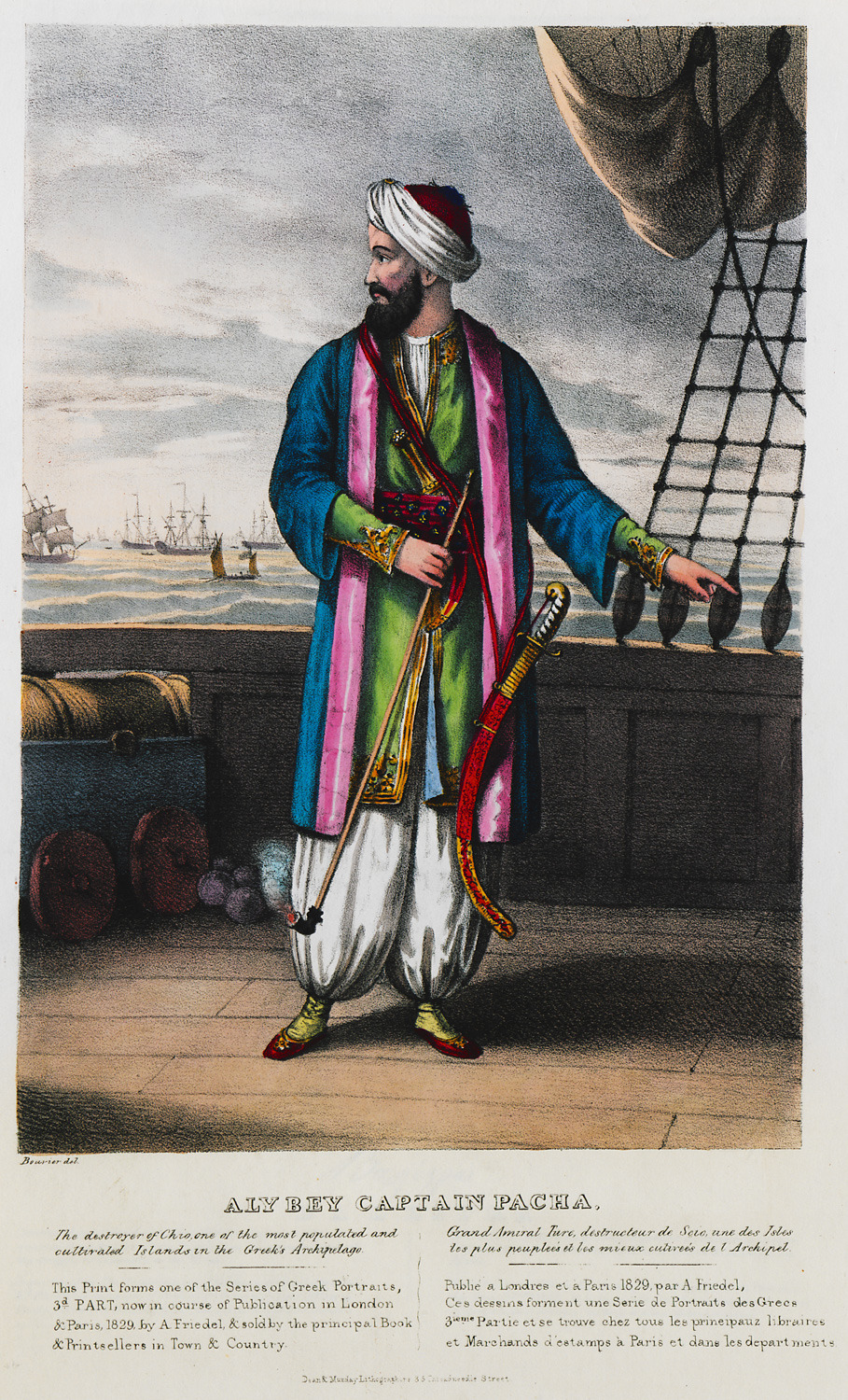
Nasuhzade Ali Pasha